# آشر (شر)
اچرس، چر (به فرانسوی: Achères, Cher) یک کمون در فرانسه است که در Canton of Henrichemont واقع شده‌است.

## خصوصیات
اچرس ۱۲٫۷۵ کیلومترمربع مساحت و ۳۵۰ نفر جمعیت دارد و ۲۳۱ متر بالاتر از سطح دریا واقع شده‌است.